# Törpehanga
A törpehanga (Kalmia procumbens, korábban Loiseleuria procumbens) a hangavirágúak (Ericales) rendjébe, ezen belül a hangafélék (Ericaceae) családjába tartozó faj.

## Előfordulása
Elterjedési területe Észak-Európa, Skandinávia és Skócia, valamint Franciaország magashegységei, a Pireneusok, az Alpok és a Kárpátok. Észak-Amerikában és Anatóliában is előfordul. Az egész arktikus övben elterjedt, főleg azokon a helyeken, amelyek télen hómentesek maradnak. A feltételezések szerint eredeti hazája Észak-Amerika, ahonnan Grönlandon, Izlandon át a kainozoikumi eljegesedés idején terjedt át Európába.

## Megjelenése
Örökzöld, erősen elfásodó, heverő szárú, nagy felületeket szőnyegszerűen benövő törpecserje; ágai elérhetik az 50 centiméter hosszúságot, gyakran legyökereznek, gazdagon elágaznak. Hajtásai nagyon vékonyak és sűrűn levelesek. Kemény, bőrnemű leveleinek nyele igen rövid, gyakran átellenesen állnak. A 4-8 milliméter hosszú és 2 milliméter széles levél hosszúkás tojásdad csúcsa lekerekített, széle erősen visszagöngyölt, felül fényeszöld, alul kékesfehér, mindkét oldalán kopasz. Az apró, világos kármin-rózsaszínű virágok kettesével-ötösével végálló sátorvirágzatokban nyílnak az előző évi vesszőkön. Kocsányuk legfeljebb 8 milliméter, a murvalevelek bőrneműek, kitartók, a lomblevelekhez hasonlítanak, csak kisebbek és hegyesebbek. Az 5 csészelevél nem forrt össze, lándzsás és vörös színű. A párta széles harang alakú, mélyen 5 cimpájú, 4 milliméter hosszú és 6 milliméter széles, lehulló. Az 5 porzó rövidebb a pártánál, és a pártacimpák között helyezkedik el. Portokjukon függelék nem található, egész hosszukban felrepedve nyílnak fel. A magház felső állású. A termés 2-3 rekeszű, vöröses, 4 milliméter széles, sokmagvú tok.

## Életmódja
A törpehanga mészkerülő magashegységi növény. Alhavasi-havasi törpecserjés fenyéreken, tőzegmohalápokon, gyakran széljárta tetőkön és sziklákon, törmeléklejtőkön, morénákon él, többnyire üde, savanyú, nyers humuszos szilikáttalajokon, az Alpokban körülbelül 1500-3000 méter közötti magasságban. Ritkán 1000 méter alá is leereszkedik.
A nagy szélerősség szárító hatását és a -30 Celsius fok körüli hőmérsékletet károsodás nélkül elviseli. Gyakran igen magas kort ér meg, de egy 50 évesnél idősebb növény törzse sem vastagabb 6-7 milliméternél.
A virágzási ideje június–július között van.

## Képek

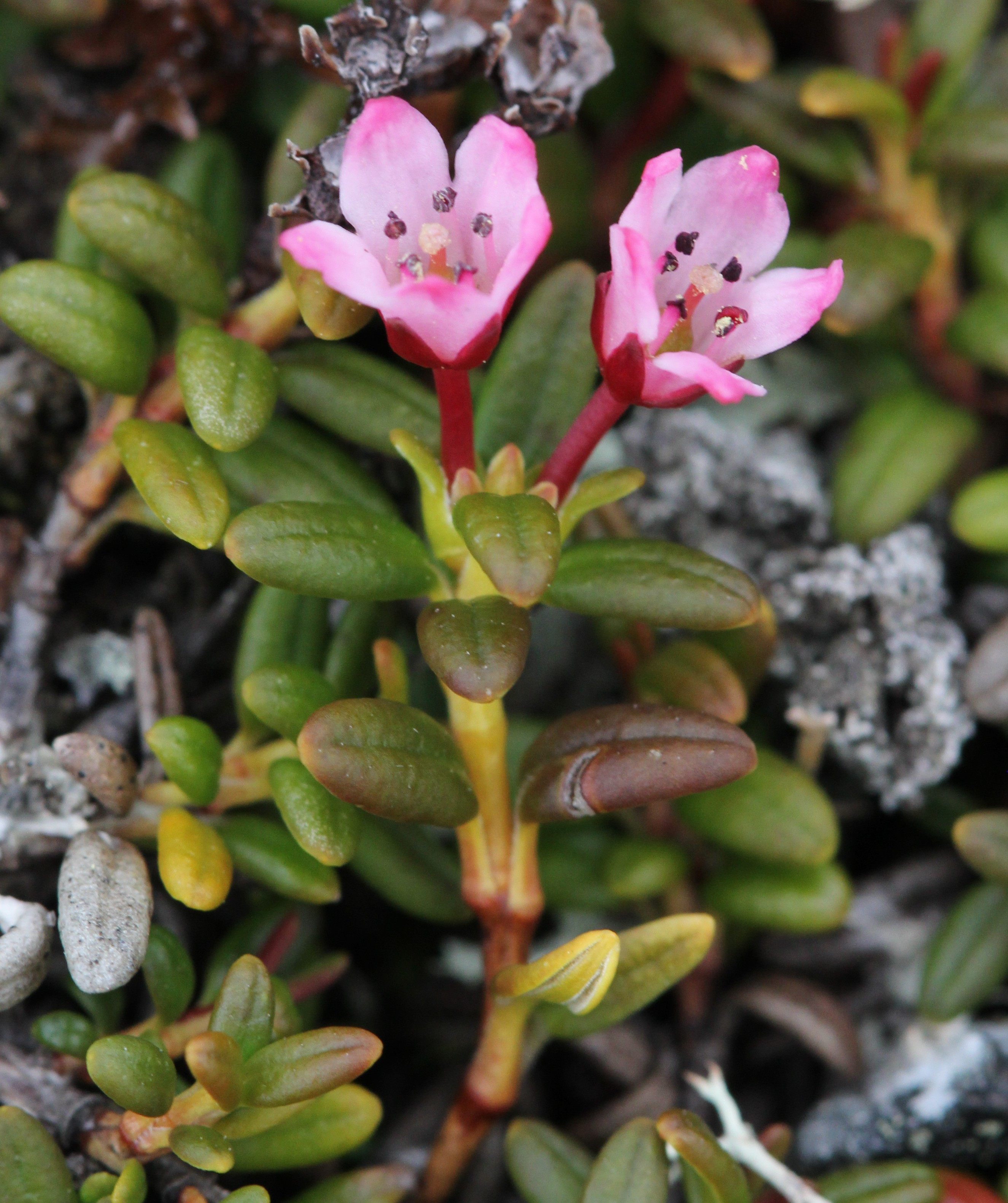
A növény
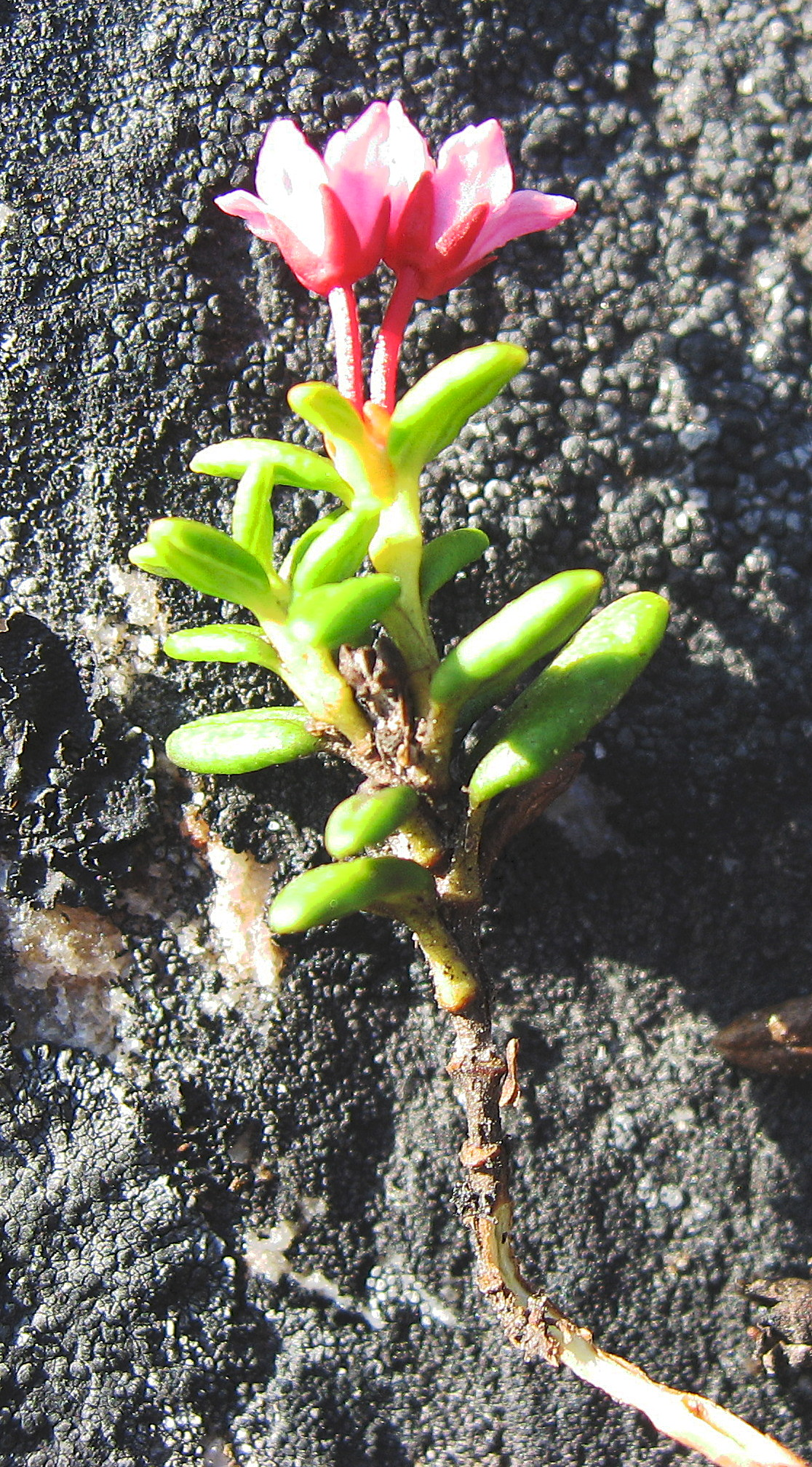
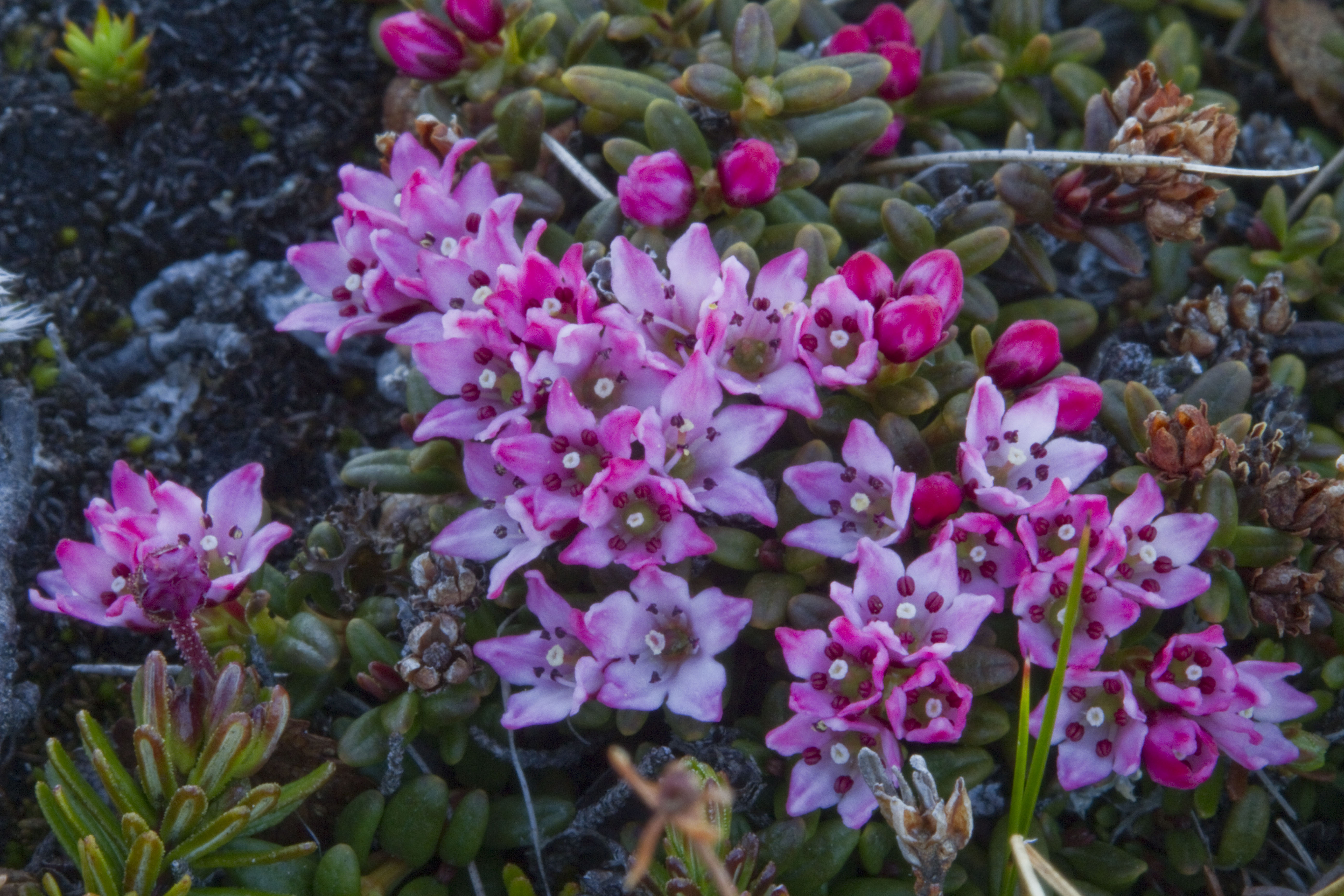
Virágai rendes színben
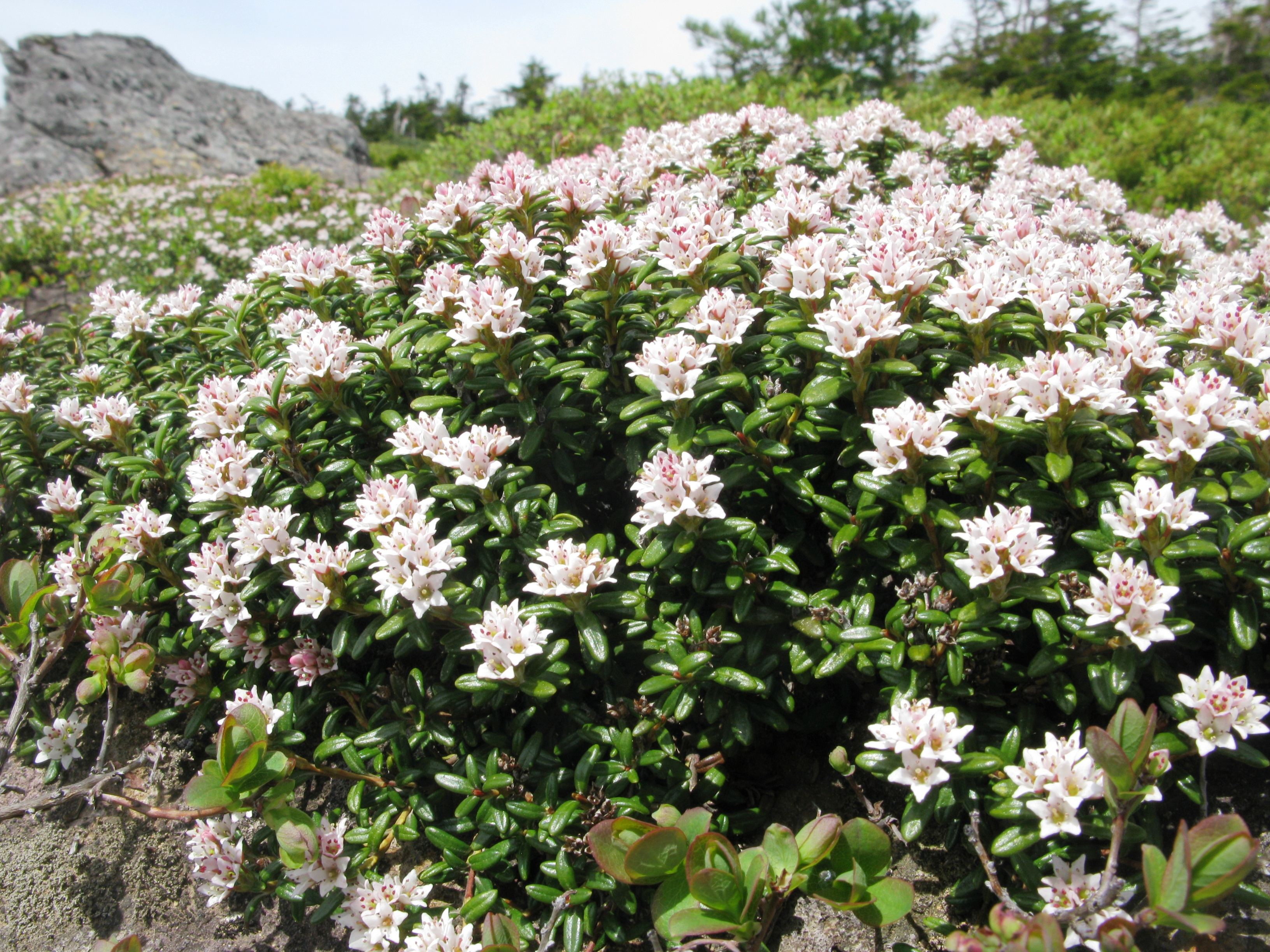
és fehér változatban
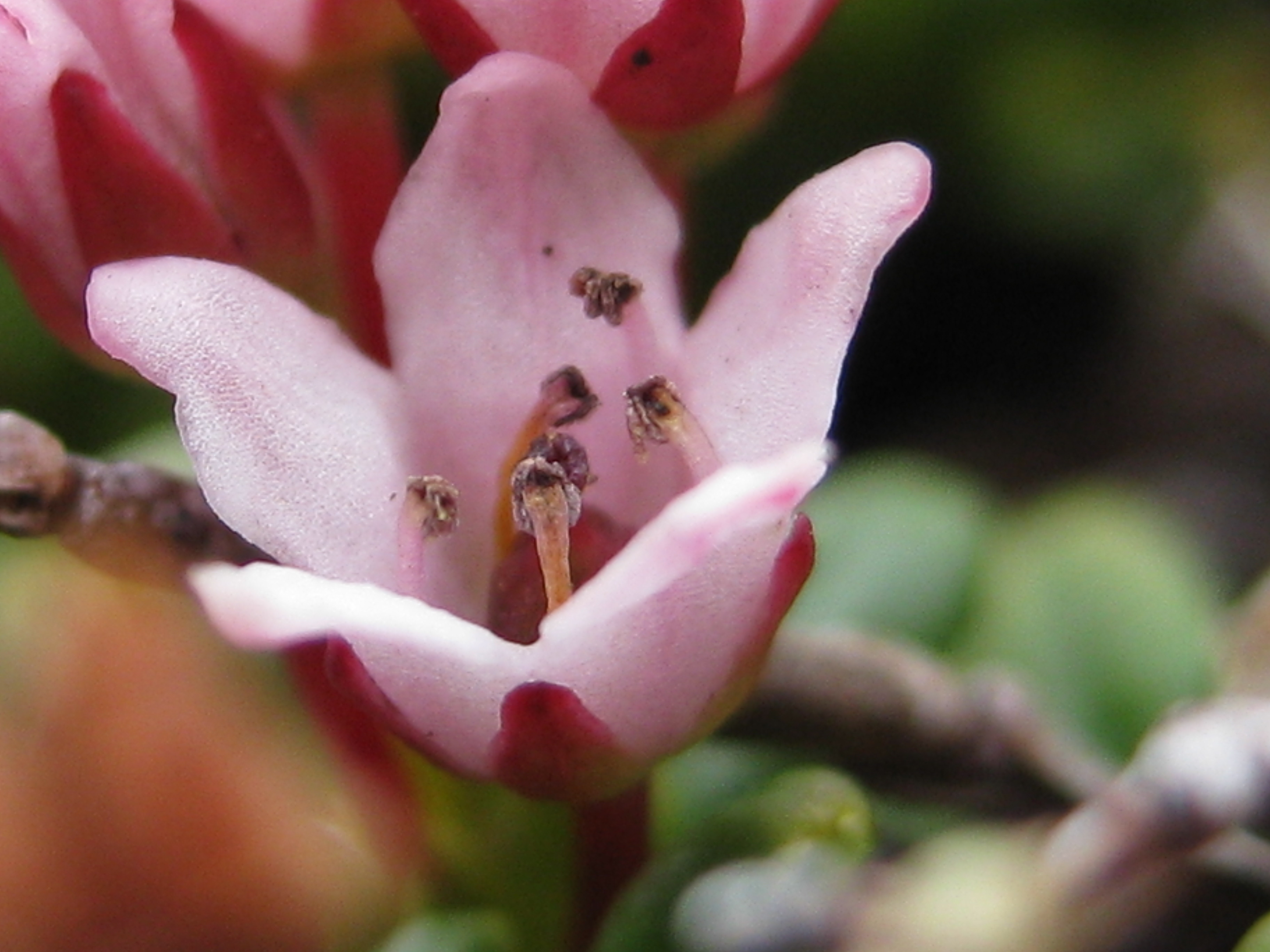
Virága
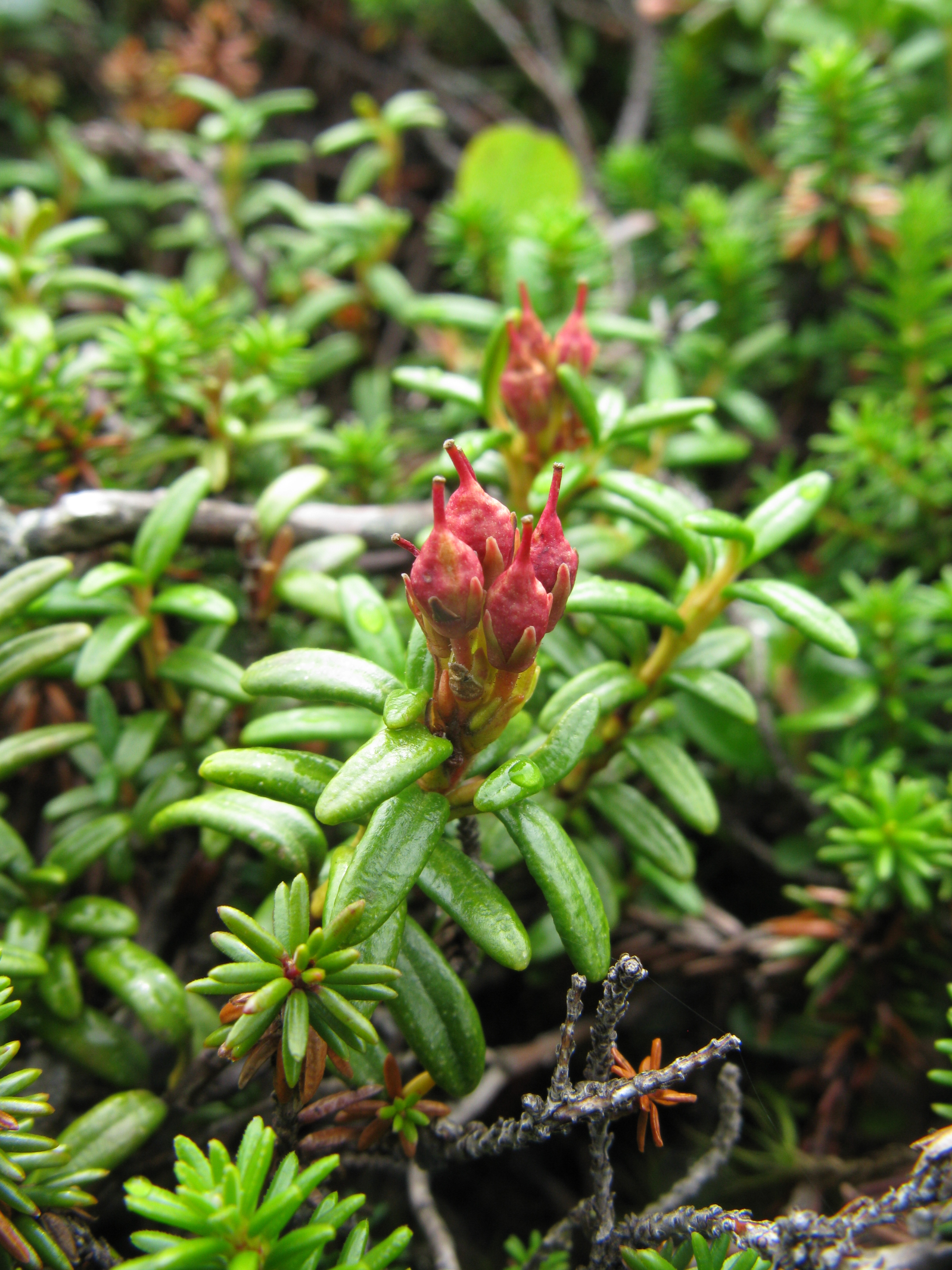
Levelestül és terméssel
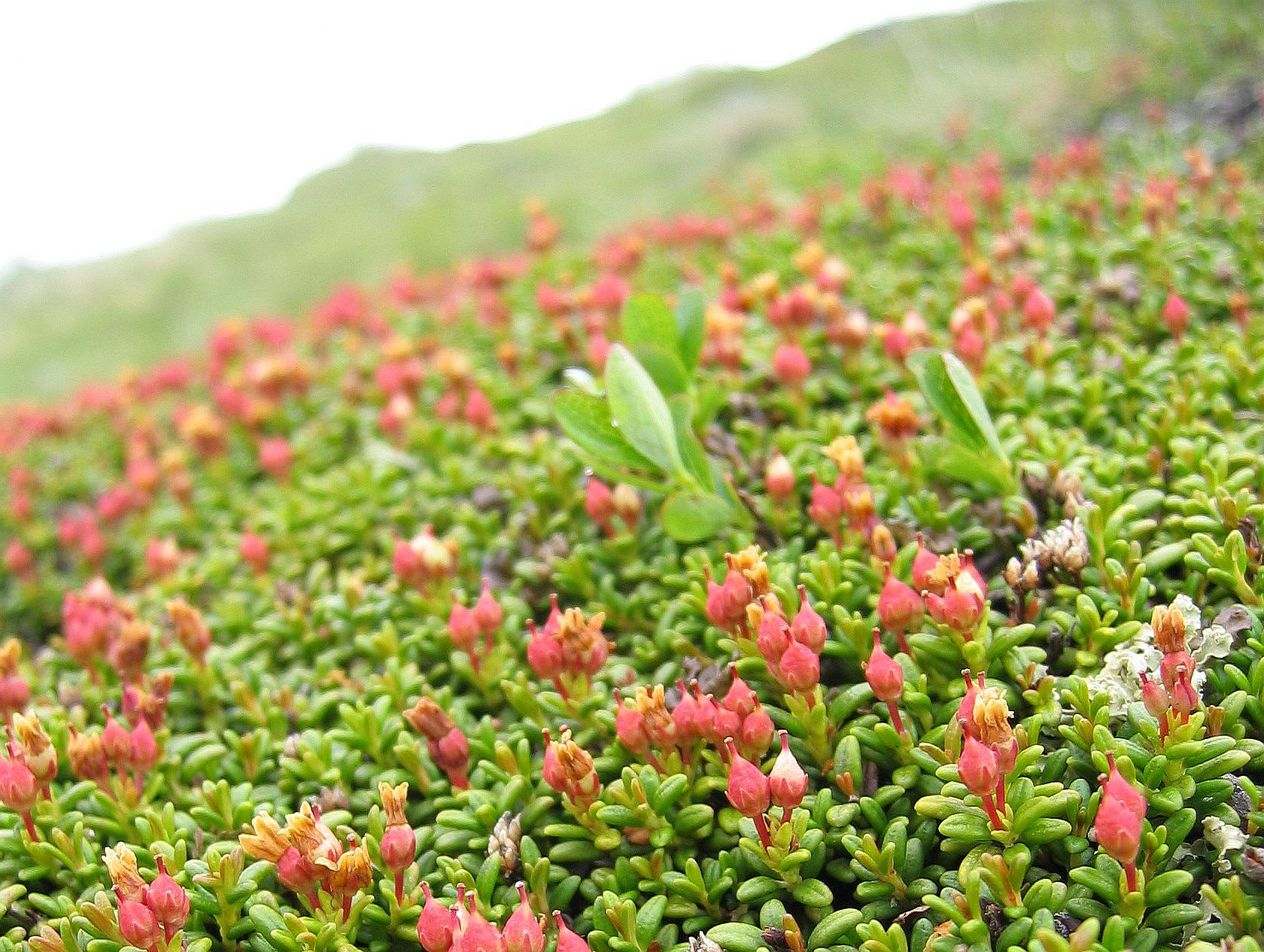
Termései
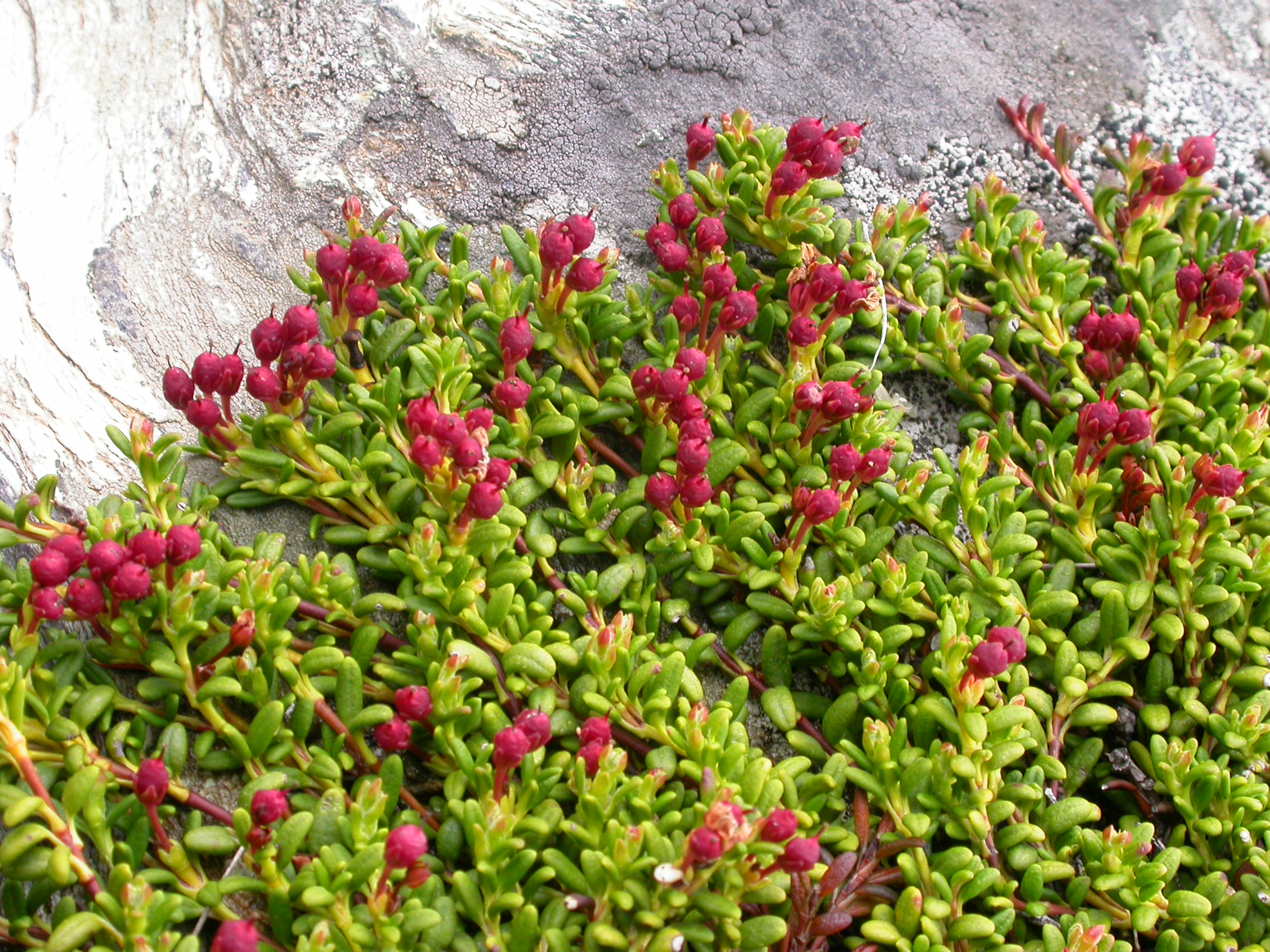
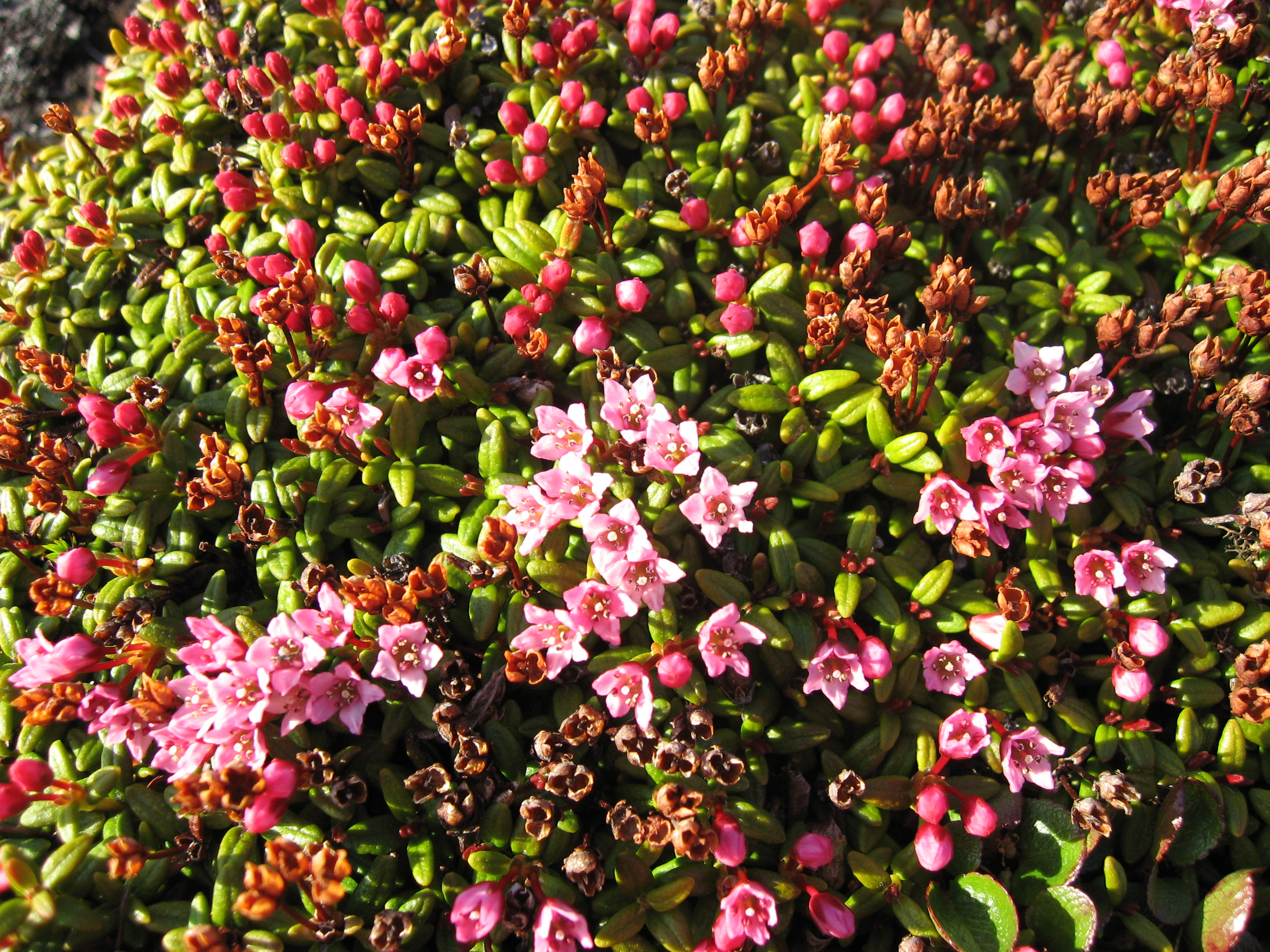
Grönlandon egyik telepe
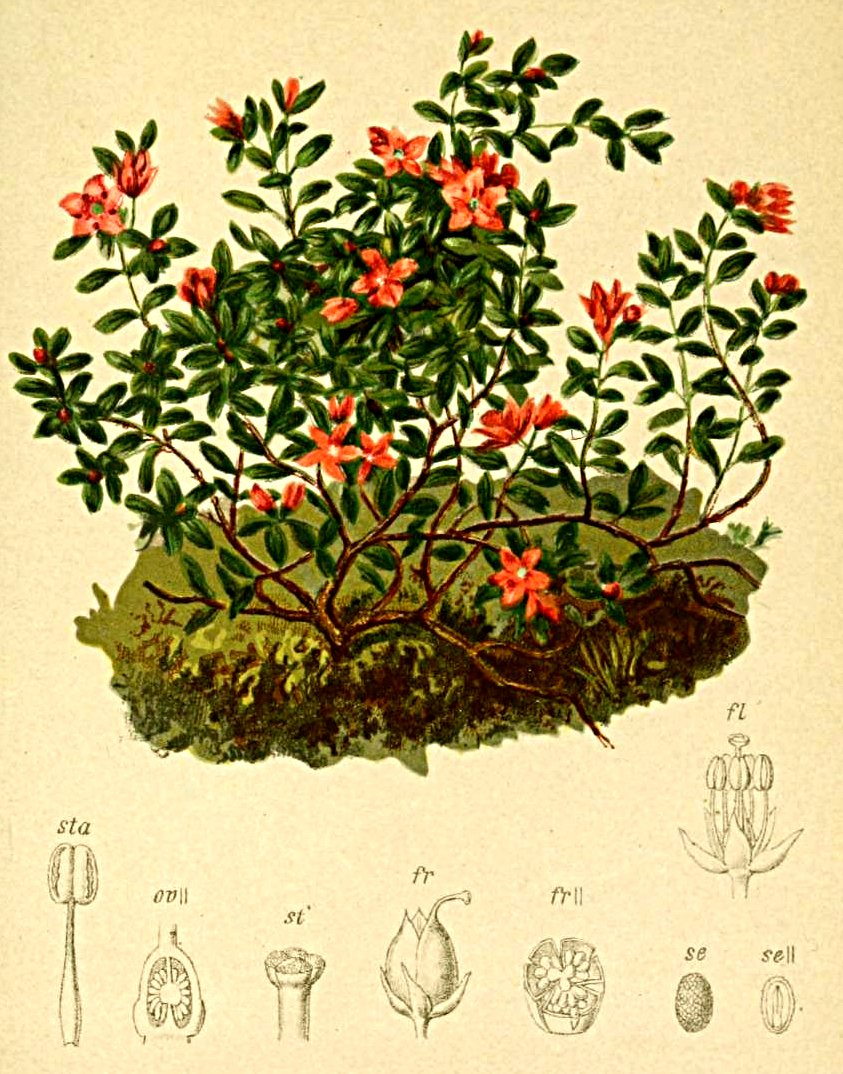
Rajz a növényről